# Макаров, Иван Иванович (танкист)
Ива́н Ива́нович Мака́ров (1914—1980) — советский танкист, сержант Рабоче-крестьянской Красной Армии, участник Великой Отечественной войны. Герой Советского Союза (1943).
В годы Великой Отечественной войны механик-водитель танка «Т-34» 398-го танкового батальона 183-й танковой бригады 10-го танкового корпуса особо отличился на Воронежском фронте при форсировании Днепра южнее Киева и в боях за удержание и расширение плацдарма. В октябре 1943 года был контужен и тяжело ранен, после излечения в госпитале демобилизован. Орден Ленина и медаль «Золотая Звезда» ему так и не были вручены, лишь уже после его смерти в 1988 году награды были переданы родственникам Макарова.

## Биография

### Ранние годы
Родился 4 (17) августа 1914 года в селе Ново-Ягодны Бузулукского уезда Самарской губернии (ныне — Сорочинский район Оренбургской области) в крестьянской семье. Русский. Окончил пять классов неполной средней школы в родном селе.
В 1933 году переехал в Челябинск, где работал на тракторном заводе учеником слесаря. С конца 1933 года переехал в Сталинабад (ныне — Душанбе) Таджикской ССР, где работал трактористом на Сталинабадской МТС. Женился на Марии Степановне.
В 1936 году призван в ряды Рабоче-крестьянской Красной Армии. Демобилизовавшись в 1939 году, вернулся в Сталинабад, где работал бригадиром на Сталинабадской МТС.

### В годы Великой Отечественной войны
С началом Великой Отечественной войны вторично призван в армию в июле 1941 года Железнодорожным райвоенкоматом Сталинабада и направлен в учебный полк в Алма-Ату. С ноября 1942 года по май 1943 года служил инструктором по вождению танков в 21-м танковом учебном полку (дислоцировался в Пятигорске, Шаумяни; готовил экипажи для английских и американских танков, а с 18 февраля 1943 года — для танков Т-34).
С мая 1943 года — на фронтах Великой Отечественной войны. Воевал на Юго-Западном, Воронежском, 1-м Украинском фронтах, участвовал в оборонительных боях под Купянском, Изюм-Барвенково, Курской битве и освобождении Украинской ССР.
К сентябрю 1943 года сержант И. И. Макаров был механиком-водителем танка «Т-34» 398-го танкового батальона 183-й танковой бригады 10-го танкового корпуса 40-й армии Воронежского фронта. Отличился во время битвы за Днепр.
Передовой отряд 183-й танковой бригады с ходу форсировал Днепр в районе Переяслав — Яшников (Переяславского района Киевской области). Первым на пароме переправился танк лейтенанта Ю. М. Сагайдачного, который находясь под обстрелом противника, поддерживал огнём высадившихся бойцов на плацдарме. Тем временем сюда переправились ещё несколько машин. На одной из них механиком-водителем был сержант И. И. Макаров (командир танка — старший лейтенант Бакланов). Оказавшись на плацдарме на западном берегу, он принял активное участие в отражении немецких контратак.
30 сентября 1943 года в бою экипаж Т-34, где механиком-водителем был И. И. Макаров, участвовал в отражении очередной атаки противника: при поддержке сильного артиллерийского огня два немецких батальона мотопехоты и десять танков вышли на позиции советских войск. В этом бою танкисты «тридцатьчетвёрки» уничтожили первый немецкий танк. Умело маневрируя машиной на поле боя, сержант И. И. Макаров обеспечил прицельный огонь по борту вражеской машины и тут же укрылся в низине. Командир машины наблюдал за боем через перископ.
Как только немецкие танки подошли на дальность прямого выстрела, по сигналу командира И. И. Макаров выдвинулся из укрытия. Вторым снарядом была пробита башня немецкого танка, он загорелся. Сразу несколько танков и самоходок противника открыли ответный огонь по машине И. И. Макарова. Один из немецких снарядов угодил в корпус советской машины. И. И. Макаров был ранен, но, продолжая вести свой Т-34, спустился в низину. После перевязки раны снова вывел машину из укрытия, и экипаж подбил самоходную артиллерийскую установку противника.
9 октября 1943 года сержант И. И. Макаров снова участвовал в отражении контратаки двадцати немецких танков. В танк И. И. Макарова угодил снаряд. Его оглушило и ослепило, но И. И. Макаров собрался с силами, направил свою машину на вражеское орудие и раздавил его. После боя был отправлен в госпиталь.
Указом Президиума Верховного Совета СССР от 23 октября 1943 года за «мужество и героизм, проявленные при форсировании Днепра и удержании плацдарма на его правом берегу», сержант Иван Макаров был удостоен высокого звания Героя Советского Союза. Орден Ленина и медаль «Золотая Звезда» ему так и не были вручены, лишь уже после его смерти в 1988 году награды были переданы родственникам Макарова.
Последствия ранений были такими, что И. И. Макарова признали негодным к строевой службе и направили на Киевский бронетанковый ремонтный завод № 7, где он и встретил Победу.

### Послевоенные годы
После демобилизации жил в Киеве. Работал грузчиком, кочегаром на Дарницком мясокомбинате. Все эти годы И. И. Макаров и не догадывался, что стал Героем Советского Союза.
К 1975 году, 30-летию Победы, в СССР оставалось пять Героев Советского Союза, поиск сведений о которых оказался безрезультатным. В конце 1975 года Главное управление кадров Министерства обороны обратилось за содействием к газете «Красная звезда». 28 декабря 1975 года газета опубликовала статью капитана 1-го ранга Николая Котыша под названием «…А звёзды ждут».
Огромное вам сердечное спасибо за проявленную вами заботу!

Благодарю вас за то, что вы смогли меня разыскать.

С искренним уважением к вам,

Макаров Иван Иванович
В материале шла речь о сержанте Иване Ивановиче Макарове, механике-водителе в 398-м танковом батальоне; красноармейце Белове Василии Михайловиче, телефонисте батальона 11-й мотострелковой бригады, входившей в состав 10-го танкового корпуса; капитане Кидько Степане Степановиче, командире батальона 136-го гвардейского стрелкового полка 42-й гвардейской стрелковой дивизии; ефрейторе Танкове Петре Яковлевиче, воевавшем в 705-м стрелковом полку 121-й стрелковой дивизии; и о красноармейце Скоморохе Павле Васильевиче, автоматчике 307-го гвардейского стрелкового полка 110-й гвардейской стрелковой дивизии.
Публикация «Красной звезды» не прошла незамеченной. На неё обратили внимание юные следопыты из оренбургского отряда «Поиск» под руководством фронтовика, преподавателя Оренбургского военного училища лётчиков В. П. Россовского. После четырёхлетних поисков было установлено, что звания Героя удостоен их земляк, о чём следопыты в 1978 году сообщили в Главное управление кадров Министерства обороны и самому И. И. Макарову.
Рассмотрение затянулось на 10 лет. Иван Иванович Макаров так и не получил своей награды. Он умер 21 июня 1980 года. Похоронен на Дарницком кладбище в Киеве.
Лишь 17 февраля 1988 года, Главное управление кадрами Министерства обороны СССР направило в Президиум Верховного Совета СССР обращение с просьбой восстановить справедливость. В нём доказывалось, что Иван Иванович Макаров, скончавшийся в Киеве, и Иван Иванович Макаров, которому 23 октября 1943 года присвоено звание Героя Советского Союза, — одно и то же лицо.
4 мая 1988 года на собрании солдатских вдов грамота Героя Советского Союза сержанта Ивана Ивановича Макарова в торжественной обстановке была передана на хранение как память его жене Марии Степановне Макаровой.

## Награды и звания
- Герой Советского Союза (23 октября 1943)[5];
- орден Ленина (23 октября 1943);
- медали[1].

## Семья
Отец — Макаров Иван Николаевич, крестьянин.
Жена — Мария Степановна Макарова. Молодые люди поженились в 1930-х годах в городе Сталинабаде (ныне Душанбе). Есть дети.